# Għajnsielem
Għajnsielem helyi tanácsának területe Málta Għawdex (Gozo) és Kemmuna (Comino) szigetein terül el, a Fliegu t'Għawdex (Gozo csatorna) partján. Lakossága 2580 fő. Nevének jelentése békés forrás; angol neve Ainsielem volt. Għajnsielem községen kívüli részei: Mġarr kikötőfalu és Kemmuna szigete.

## Története
A terület első lakott része Mġarr kikötője volt, maga Għajnsielem az utolsó volt Gozo településeinek a sorában, az 1667-es összeírásban még nem szerepel. Mġarrnak (Mugiarro) ekkor 14 háztartásban 57 lakosa volt. Ám a területen lévő források sok betelepülőt vonzottak, így 1710-ben Ramón Perellos nagymester árkádos épületet épített föléjük hat mosómedencével. A név első írott formája hain selem (1587). Lakói kezdetben a Citadella, majd Nadur egyházközségéhez tartoztak. Brichelot és Bremond 1718-as térképén nem szerepel, csupán a Chambray erőd (Forte de Gorza) és Mġarr ix-Xini (Migiar Scini) neve tűnik fel. 1820-ra – egy Mária-jelenés hatására – megépült az első kápolna, 1855. január 26-án pedig Għajnsielem önálló egyházközség lett. 1848-ban lebontották a Garzes-tornyot, anyagából épült meg a kikötőt Nadurral összekötő út hídja.
A második világháborút követően a település minden irányban növekedésnek indult. 1954-ben a tér bővítése érdekében lebontották a történelmi árkádot, és eltemették a település nevét adó forrást. 1976-ra elkészült a St. Joseph Band Club épülete, amely szokásos zenei funkcióján kívül a község kulturális életének központja is lett. 1978-ban felszentelték a több mint ötven évig épült új plébániatemplomot. 1994 óta Málta 68 helyi tanácsának egyike.

## Mġarr

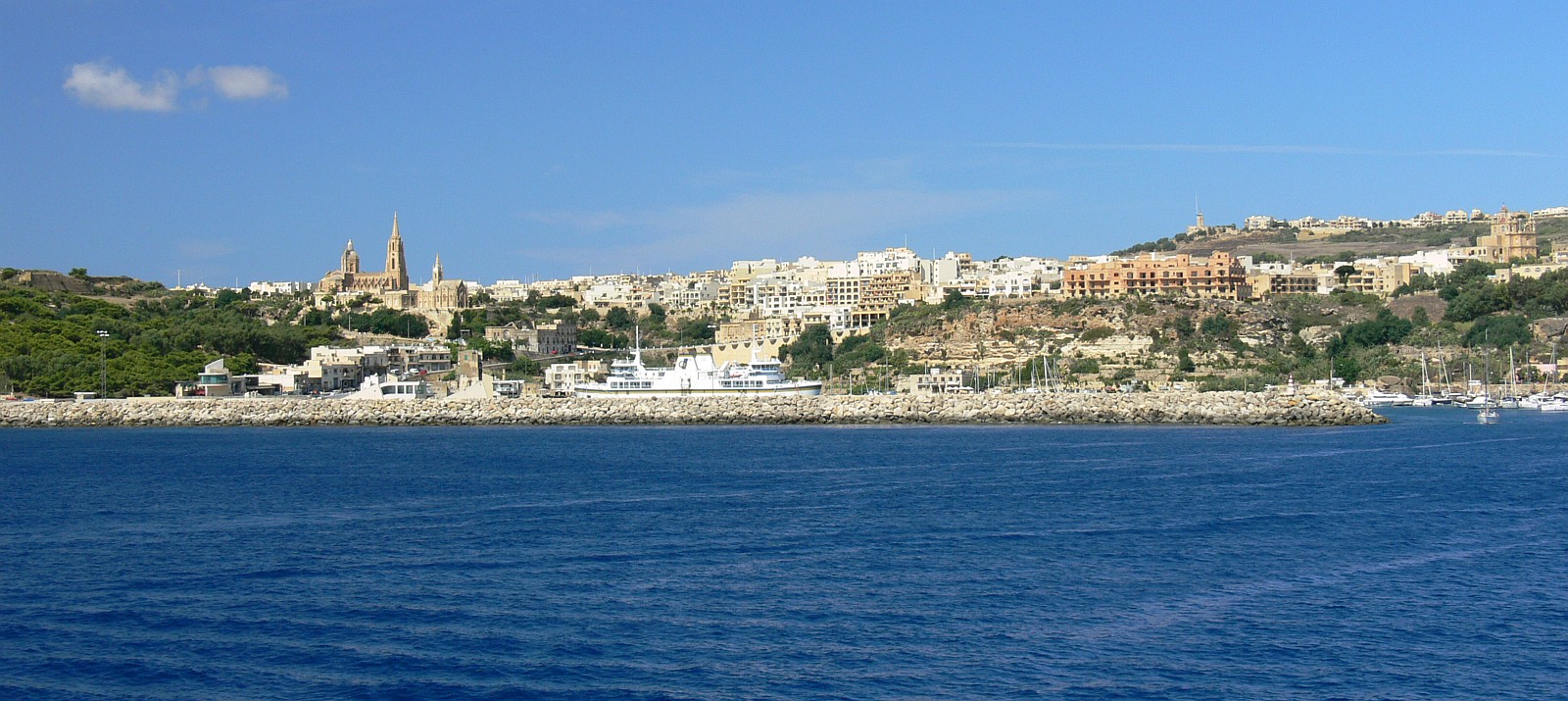
Mġarr a kompról

Mġarr apró falu Gozo kikötőjében, a sziget legfontosabb kikötője, a maltai kompok végállomása. A kompkikötő modern berendezéseinek (parkoló, utasterminál) építése jelenleg is zajlik.
Koordinátái: 36° 1' 28.56", 14° 17' 47.00"

## Comino

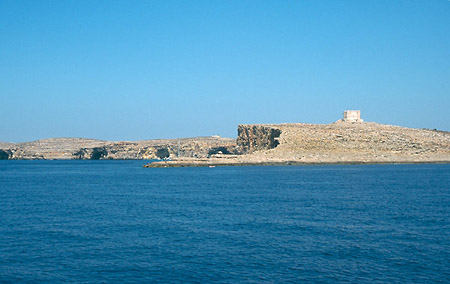
Comino szigete

A sziget leginkább vadregényes volta, strandjai, barlangjai és történelmi emlékei miatt ismert. Lakóinak száma 4. A tenger által pusztított gránitban évszázadokig búvóhelyet találtak a muszlim kalózok. A lovagok vadászterületnek használták. Azóta lakott.
A Santa Marija Tower a sziget őrtornya volt. Gozo lakói kérték az aragóniai kormányzót, hogy biztosítsa Comino védelmét, ám az összegyűlt pénz végül Alfonz király hadjárataira ment el. A Jeruzsálemi Szent János Ispotályos Lovagrend érkezése után két évvel bízták meg Piccino firenzei építészt a torony megtervezésével, aki azonban Valletta építkezésében is segédkezett, így a torony befejezetlen maradt. Végül az 1614-es török támadás után Alof de Wignacourt nagymester fejeztette be. A torony falai 6 méter vastagok, több mint 30 méter magasak, az épület 60 méterrel emelkedik a tenger fölé.

## Népessége
Lakói földműveléssel és halászattal foglalkoztak. Lakóinak száma 1667-ben 54 (még csak Mġarr), 1861-ben 942, 1901-ben 1333, ám ekkor a kivándorlás miatt megállt a növekedés. A háború utáni népességrobbanás megduplázta a lakosság létszámát.

## Önkormányzata
Għajnsielem öttagú helyi tanács irányításával működik. A jelenlegi, hetedik tanács 2012 óta van hivatalban. Eddigi egyetlen polgármestere Francis Cauchi (Nemzeti Párt, 1994-).

## Nevezetességei
Mġarr nevezetességeit lásd a község szócikkében.

### Plébániatemplom
A régi templom hamar kicsinek bizonyult a község számára, ezért attól nem messze földet vásároltak, és Ugo Mallia építészt megbízták a tervek elkészítésével. 1922-ben kezdődött az alapozás. Az építkezés többször leállt, leghosszabb időre 1939 és 1946 között. Több építészcsere után végül 1978-ra készült el a templom.

### A régi plébániatemplom
A templom építése egy Mária-jelenéshez köthető, ahol a Loretoi Szent Szűz felszólította az egyik környékbelit, hogy építsenek templomot neki. A templom 1810 és 1820 között épült. A népesség növekedése miatt a templomot kétszer kibővítették (1867, 1877).

### Egyéb nevezetességei
- Szt. Antal ferences rendház
- St. Ċilja (St. Cecilia) Tower
- St. Ċilja-kápolna: a középkor végén épült. A 20. században már csak állattartásra használt kápolna 2007-ben tűz áldozata lett, felújítása 2010 januárjában fejeződött be,[5] a tervek szerint kiállítótérként fog működni.
- Tal-Qiegħan és L-Imrejżbiet: feltehetőleg egyetlen újkőkori település elszórt maradványai a község nyugati határában. Állapotuk miatt sem eredeti méretük, sem funkciójuk nem rekonstruálható biztosan. A kis plató délkeleti sarkán két, egymással szögben érintkező falszakasz áll, 40 méterre délre meglehetősen szabályos, 10 méter átmérőjű körben kövek vannak. A helyi tanács már 1996-ban védettséget kért rájuk, érdemi lépések azóta sem történtek
- Ix-Xatt l-Aħmar (Vörös-öböl)
- A Tal-Qiegħan melletti kereszteződésről szól a Borġ Għarib halottja című népies legenda,[6] és a település forrásáról is fennmaradt két történet[7]

## Kultúra
Band clubja a St. Joseph Band Club.
Egyéb szervezetei:
- Għaqda ta' l-Armar
- Għaqda Drammatika
- St. Anthony Centre
- Fireworks Association

Rádióadója a Radju Lawretana

## Sport
Labdarúgó-csapata az Għajnsielem Football Club, a 2009/2010-es gozói bajnokság ezüstérmese.

## Közlekedés
Málta felől a menetrend szerinti komppal illetve Valletta és a luqai repülőtér felől hidroplánnal közelíthető meg. Az mġarri kikötőből a 301-es, 303-as és 323-as busz jár Rabat buszpályaudvarára.
Komoly tervek készültek egy híd építésére Cominón keresztül a máltai Marfa és Għajnsielem között, ám a lakosság tiltakozása miatt a tervet elvetették. 2011-ben egy alagút ötlete vetődött fel.